# 胡斯托·穆略爾·加西亞
胡斯托·穆略爾·加西亞（Justo Mullor García，1932年5月8日—2016年12月30日）是西班牙神父，罗马天主教总主教。
出生于西班牙，于1954年被任命为教士。1979年-2000年间担任教廷大使。2000年-2007年期间担任神學教會傳道学院校长。